# يو إف سي ليلة القتال: بيغ فوت ضد مير
يو إف سي ليلة القتال: بيغ فوت ضد مير (بالإنجليزية: UFC Fight Night: Bigfoot vs. Mir) المعروف باسم يو إف سي ليلة القتال هو حدث لفنون القتال المختلطة نظمته يو إف سي، أُقيم في 22 فبراير 2015، على جيناسيو جيجانتينو في بورتو أليغري، البرازيل.